# 民族与命运
民族与命运（朝鲜语：／）是1992年至2002年在朝鲜上映的系列电影，目前有62部。电影旨在展现朝鲜人民“只有在伟大领袖和社会主义祖国的怀抱中才能过上光荣的生活”，电影标题由金正日亲自选择，他也参与了早期的剧集制作。该系列是朝鲜电影史上最大的投资，最资深的编剧、导演和演员都参与了此项目，并得到了朝鲜媒体的大力宣传。该系列原计划为100部电影，但自2002年第62部上映后，没有发布过新作。
该系列电影以其西方世界和韩国的场景而著称，初期展现特定人物的人生，后来也开始展现一些群体的生活，此外，对1960年代被金日成肃清的“反体制人物”韩雪野的正面描写也值得关注，这是朝鲜银幕首次将“反体制人物”塑造成英雄。影片中韩国流行歌曲的使用被认为是“蚊帐策略”的一部分，该策略希望朝鲜民众通过逐渐接触外部文化而对外部世界逐步免疫。根据脱北者的证词，朝鲜观众被其对第一世界富裕生活的描绘所吸引。
该作品目前可在韩国国立中央图书馆内的北韩资料室观看。

## 作品
- 1-4部为崔贤德篇[10]
- 5-8部为尹伊桑篇[11]
- 9-10部为崔泓熙篇[12]
- 11-13部為洪英子篇（包括朴正熙遇刺案相关情节）
- 14-16部为李仁模篇[13]
- 17-19部为许贞淑篇[14]
- 20-25部讲述归化的日本女性生活[15]
- 26-35部讲述工人生活[16]
- 46-51部为崔贤篇[17]
- 52-60部讲述过去、现在和未来几代人的生活[18]
- 61-62部讲述农民的生活[19]

## 参演演员
吴美兰
李益胜
朴基柱
金贞花
金正云
金润弘
玄昌杰
崔昌洙
金玉姬
玄昌杰等